# Ігрова статистика Енді Маррея
Енді Маррей — професійний тенісист, колишня перша ракетка світу. Він є чинним олімпійським чемпіоном, завоювавши золото в чоловічому одиночному розряді тенісного турніру в Ріо на Олімпійських іграх 2016 року. Він досяг одинадцяти фіналів турнірів Великого шлему в цілому: він виграв в 2013, 2016 році Вімблдонський турнір і 2012 Відкритий чемпіонат США.
 Маррей зробив свій професійний дебют в теніс на головному турі в Барселоні в 2005 році До сих пір в його кар'єрі, Маррей виграв 44 титулів в одиночному. Включаючи три
Гранд Слем турніри, 14 Майстер-матчів 1000 серійних матчів (розміщення його дев'ятий у списку весь час), дві золоті медалі на Олімпійських іграх, і титул в ATP фіналі. Він також має два виставкових титулів, два двомісних назви з його братом Джеймі Маррей і олімпійську срібну медаль у міксті з Лорою Робсон. Він виграв більше $ 55 мільйонів доларів США призових.
Нижче наведено список кар'єрних досягнень і титулів, завойованих Енді Марреєм.

## Кар'єрні досягнення
Маррей досяг своєї першої великої півфінал і фінал на US Open 2008, де він програв у фіналі Роджера Федерера в двох сетах. Він досяг свого другого майора в фіналі в 2010 році Australian Open, знову програв Федереру у двох сетах. У 2011 році Australian Open, третій великий остаточний вигляд Мюррей закінчився в іншому сетах поразку, цього разу в руках Новак Джокович. Він зробив свій четвертий раз в фіналі Major на чемпіонаті Вімблдону 2012 року, ставши першим чоловіком британський гравець з тих пір Банні Остін в 1938 році, щоб зробити це в фіналі Вімблдону. Він програв Роджеру Федереру, який оговтався від втрати перший сет превалювати в чотирьох сетах. Це означало, що Маррей відповідає рекорд Івана Лендл в втратити свої перші чотири великих фіналу.
 Через місяць після цієї поразки, однак, в тому ж місці, Маррей виграв золоту медаль на Олімпійських іграх в Лондоні в 2012 році, перемігши Федерера в трьох сетах у фіналі, втративши при цьому лише 7 ігор в усьому матчі. Це була перша перемога Маррея над Федерером в кращому з п'яти наборів формату. Пізніше в той же день, він і Лора Робсон виграв срібло в міксті. У своєму п'ятому майору остаточний вигляд, в 2012 році на Відкритому чемпіонаті США, він переміг Новак Джокович в п'яти сетах. Вигравши свій перший великий фінал на п'ятої спроби, він знову емулювати його тренер Іван Лендл, який також необхідні п'ять основних фінальних, щоб виграти свій перший турнір Великого шолома. Його перемога над Джоковичем знадобилося чотири години і п'ятдесят і чотири хвилини, рівне 1988 US Open фіналі між Іваном Lendl і Виландером як найдовший Open США синглів фінальних з точки зору часу. За збігом, Lendl тренував Енді під час його перемоги на US Open-2012.
 Крім того, Маррей з'явився в 21 Masters фіналі серії 1000, вигравши 14. Він кваліфікувався на ATP World Tour Finals щороку починаючи з 2008 року, його кращий результат приходить в 2016 році події, де він пішов непереможним в циклічному гру, а потім переміг Milos Raonic в півфіналі. На шляху до фіналу він грав двох найдовших 3-набір матчів в історії заходу проти Нисикори і Raonic. У фіналі він переміг Новака Джоковича в двох сетах, щоб укласти свій перший світовий тур Фіналу корону, а також бажаний кінець року No. 1 в рейтингу.
 Маррей програв 21 фінал у своїй кар'єрі, з яких 16 були проти інших членів так званої Великої четвірки (10 Джокович, Федерер 5, Надаль 1). Останні вісім з дев'яти фіналу він втратив би до Джокович, чотири в турнірах Великого Шолома і чотири в Masters 1000 подій. У період з серпня 2010 року, коли він програв Куеррі, і в серпні 2016 року, коли він програв Марін Чиліч в Цинциннаті Masters, остаточні втрати Маррей все прийшли до одного з великої четвірки. Крім того, у всіх, крім одного з одинадцяти грандіозних фіналу Шолома Маррей, його противник був або Джокович (7 разів) або Федерер (3 рази). Маррей взяв 12 перемог над # 1-рейтинг гравців, 3 проти Надаля, 4 проти Федерера і 5 проти Джоковича.
В 11 Гранд Слем турнірах в одиночному фіналі Мюррей показав дев'ять найкращих результатів. Він знаходиться в топ-10 для більшості матч виграє у 3-х з 4-х турнірів Великого Шолома (6 на Відкритому чемпіонаті Австралії з 45 перемог, 7 Вімблдону з 53 перемог, і 10-го на US Open з 44 перемог). У Masters тисячі подій (повертаючись до 1990 року), його 14 титулів рангу його 9-те в загальному заліку. І, нарешті, виграв свій 42-й тур титул у Відні в 2016 році, він переїхав в єдине володіння 15-те місце в списку Open Era титулів, порушуючи зв'язок він мав з колишнього чемпіона світу № 1 Едберг. Його перемога в Парижі Masters 1000 заходів був його восьмий тур титул сезону і означає, що тепер він виграв 7 з 9 різних Masters 1000 подій (відсутній Indian Wells & Монте-Карло).

## Найважливіші ігри

### Гранд Слем фінали

#### Одиночні: 11 (3 перших, 8 других місця)

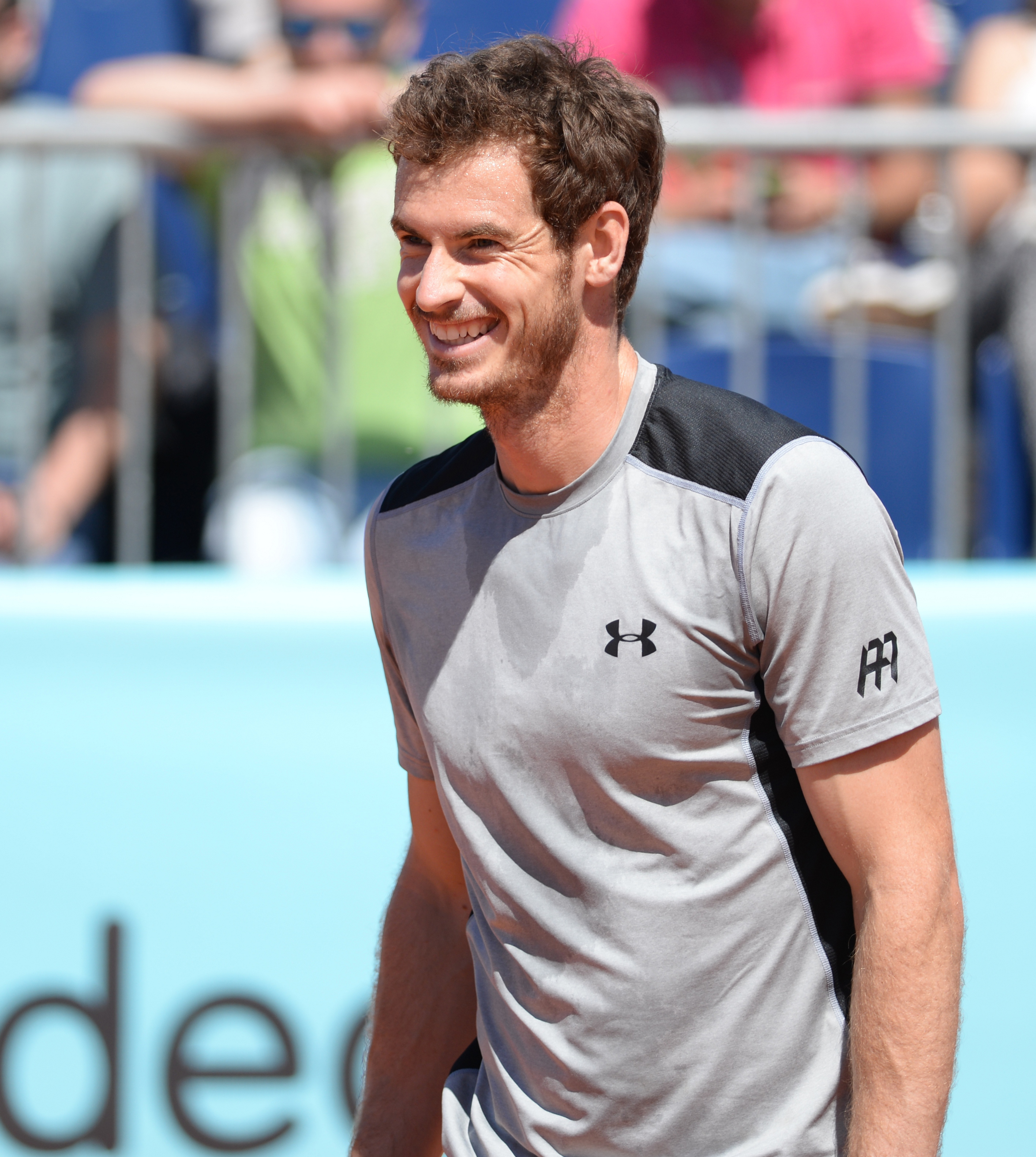
Енді Мюррей сягнув одинадцяти фіналів Гранд Слем турнірів, вигравши в 2012 році Відкритий чемпіонат США, 2013 роки Вімблдонський і 2016 Чемпіонат Вімблдон.

| Результат | Рік  | Турнір              | Покриття | Суперник       | Очки                           |
| --------- | ---- | ------------------- | -------- | -------------- | ------------------------------ |
| Програш   | 2008 | US Open             | Хард     | Roger Federer  | 2–6, 5–7, 2–6                  |
| Програш   | 2010 | Australian Open     | Хард     | Roger Federer  | 3–6, 4–6, 6–7(11–13)           |
| Програш   | 2011 | Australian Open (2) | Хард     | Novak Djokovic | 4–6, 2–6, 3–6                  |
| Програш   | 2012 | Wimbledon           | Газон    | Roger Federer  | 6–4, 5–7, 3–6, 4–6             |
| Перемога  | 2012 | US Open             | Хард     | Novak Djokovic | 7–6(12–10), 7–5, 2–6, 3–6, 6–2 |
| Програш   | 2013 | Australian Open (3) | Хард     | Novak Djokovic | 7–6(7–2), 6–7(3–7), 3–6, 2–6   |
| Перемога  | 2013 | Wimbledon           | Газон    | Novak Djokovic | 6–4, 7–5, 6–4                  |
| Програш   | 2015 | Australian Open (4) | Хард     | Novak Djokovic | 6–7(5–7), 7–6(7–4), 3–6, 0–6   |
| Програш   | 2016 | Australian Open (5) | Хард     | Novak Djokovic | 1–6, 5–7, 6–7(3–7)             |
| Програш   | 2016 | French Open         | Ґрунт    | Novak Djokovic | 6–3, 1–6, 2–6, 4–6             |
| Перемога  | 2016 | Wimbledon (2)       | Газон    | Milos Raonic   | 6–4, 7–6(7–3), 7–6(7–2)        |

### Щорічні чемпіонати

#### Одиночні: 1 (1 перемога)
| Результат | Рік  | Турнір                        | Покриття | Суперник       | Очки     |
| --------- | ---- | ----------------------------- | -------- | -------------- | -------- |
| Перемога  | 2016 | ATP World Tour Finals, London | Тверде   | Novak Djokovic | 6–3, 6–4 |

### АТП Майстер 1000 фінал

#### Одиночні: 21 (14 перемог, 7 поразок)

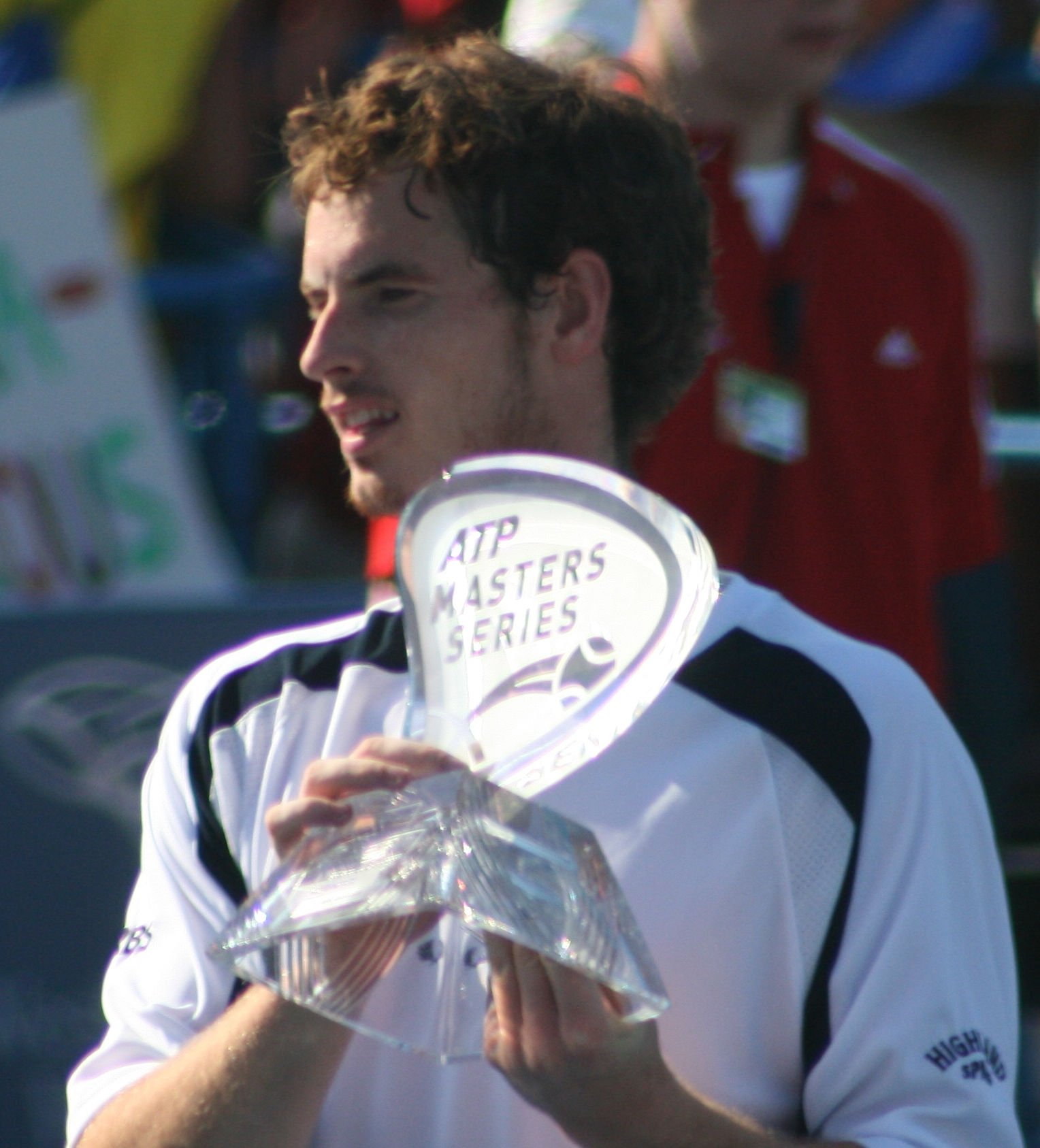
Маррей, вигравши перший з його 14 кубків

| Результат | Рік  | Чемпіонат              | Покриття | Суперник              | Score                   |
| --------- | ---- | ---------------------- | -------- | --------------------- | ----------------------- |
| Перемога  | 2008 | Cincinnati Masters     | Хард     | Novak Djokovic        | 7–6(7–4), 7–6(7–5)      |
| Перемога  | 2008 | Madrid Open            | Хард     | Gilles Simon          | 6–4, 7–6(8–6)           |
| Програш   | 2009 | Indian Wells Masters   | Хард     | Rafael Nadal          | 1–6, 2–6                |
| Перемога  | 2009 | Miami Masters          | Хард     | Novak Djokovic        | 6–2, 7–5                |
| Перемога  | 2009 | Canadian Open          | Хард     | Juan Martín del Potro | 6–7(4–7), 7–6(7–3), 6–1 |
| Перемога  | 2010 | Canadian Open (2)      | Хард     | Roger Federer         | 7–5, 7–5                |
| Перемога  | 2010 | Shanghai Masters       | Хард     | Roger Federer         | 6–3, 6–2                |
| Перемога  | 2011 | Cincinnati Masters (2) | Хард     | Novak Djokovic        | 6–4, 3–0 Ret.           |
| Перемога  | 2011 | Shanghai Masters (2)   | Хард     | David Ferrer          | 7–5, 6–4                |
| Програш   | 2012 | Miami Masters          | Хард     | Novak Djokovic        | 1–6, 6–7(4–7)           |
| Програш   | 2012 | Shanghai Masters       | Хард     | Novak Djokovic        | 7–5, 6–7(11–13), 3–6    |
| Перемога  | 2013 | Miami Masters (2)      | Хард     | David Ferrer          | 2–6, 6–4, 7–6(7–1)      |
| Програш   | 2015 | Miami Masters (2)      | Хард     | Novak Djokovic        | 6–7(3–7), 6–4, 0–6      |
| Перемога  | 2015 | Madrid Open (2)        | Ґрунт    | Rafael Nadal          | 6–3, 6–2                |
| Перемога  | 2015 | Canadian Open (3)      | Хард     | Novak Djokovic        | 6–4, 4–6, 6–3           |
| Програш   | 2015 | Paris Masters          | Хард     | Novak Djokovic        | 2–6, 4–6                |
| Програш   | 2016 | Madrid Open            | Ґрунт    | Novak Djokovic        | 2–6, 6–3, 3–6           |
| Перемога  | 2016 | Italian Open           | Ґрунт    | Novak Djokovic        | 6–3, 6–3                |
| Програш   | 2016 | Cincinnati Masters     | Хард     | Marin Čilić           | 4–6, 5–7                |
| Перемога  | 2016 | Shanghai Masters (3)   | Хард     | Roberto Bautista Agut | 7–6(7–1), 6–1           |
| Перемога  | 2016 | Paris Masters          | Хард     | John Isner            | 6–3, 6–7(4–7), 6–4      |

#### Подвійні матчі: 1 (1 Програш)
| Результат | Рік  | Чемпіонат     | Покриття | Партнер       | Суперники                   | Очки          |
| --------- | ---- | ------------- | -------- | ------------- | --------------------------- | ------------- |
| Програш   | 2013 | Canadian Open | Хард     | Colin Fleming | Alexander Peya Bruno Soares | 4–6, 6–7(4–7) |

## Виставкові турніри

### Одиночні фінали: 3 (2 перемоги , 1 програш)
| Результат | No. | Дата          | Турнір                          | Покриття | Суперник       | Очки          |
| --------- | --- | ------------- | ------------------------------- | -------- | -------------- | ------------- |
| Перемога  | 1.  | 3 січня 2009  | Abu Dhabi, United Arab Emirates | Хард     | Rafael Nadal   | 6–4, 5–7, 6–3 |
| Програш   | 1.  | 3 травня 2014 | New York City, United States    | Хард     | Novak Djokovic | 3–6, 6–7(2–7) |
| Перемога  | 2.  | 3 січня 2015  | Abu Dhabi, United Arab Emirates | Хард     | Novak Djokovic | Walkover      |